# بنيامينو فينيولا
بنيامينو فينيولا (بالإيطالية: Beniamino Vignola)‏ (12 يونيو 1959 فيرونا إيطاليا - ) هو لاعب كرة قدم إيطالي، يلعب كلاعب وسط.

## روابط خارجية
- بنيامينو فينيولا على موقع قاعدة بيانات كرة القدم.إي يو (الإنجليزية)
- بنيامينو فينيولا على موقع عالم كرة القدم.نت (الإنجليزية)
- بنيامينو فينيولا على موقع أوليمبيديا (الإنجليزية)